# Luis Ernesto Derbez

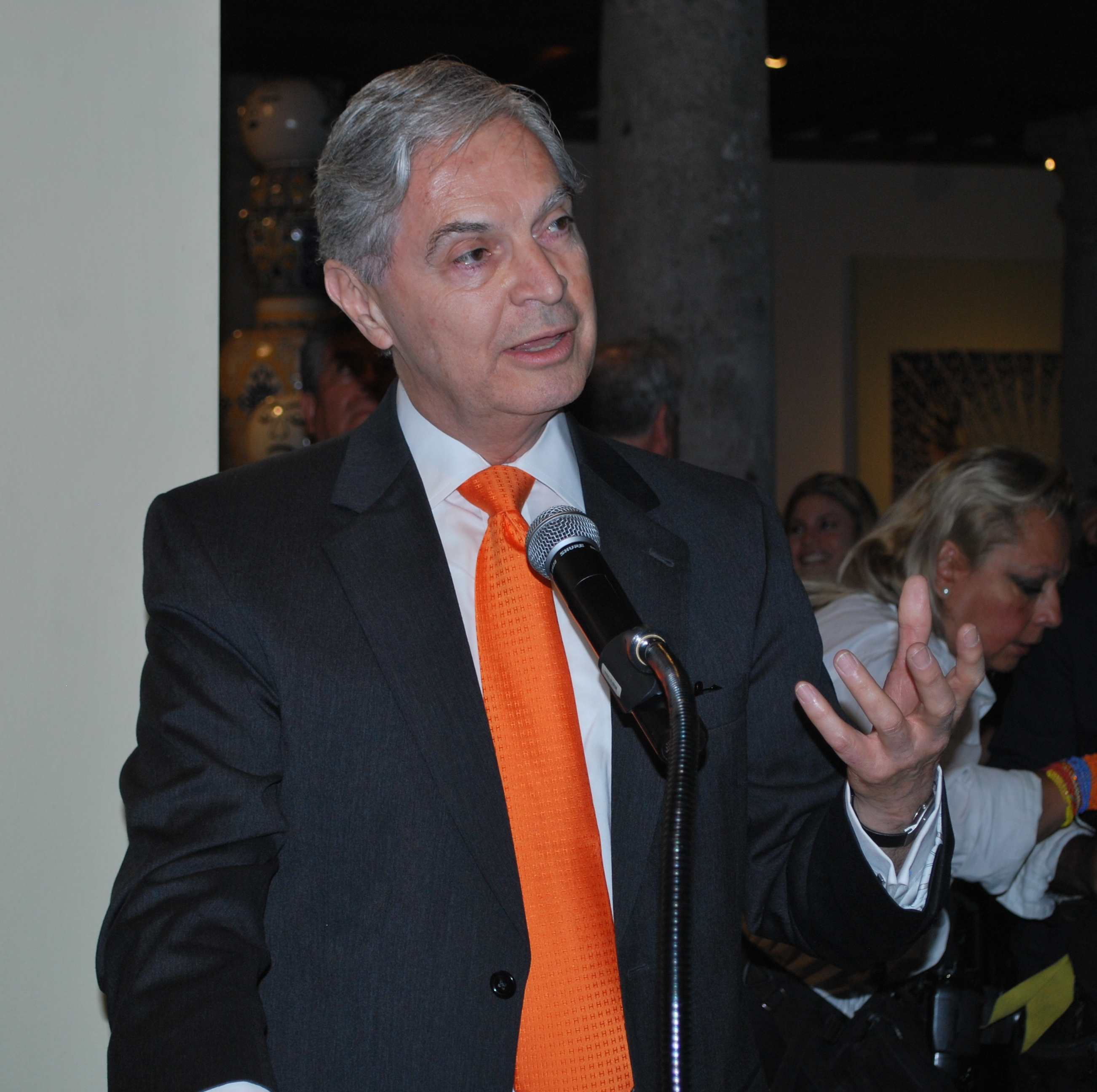
Luis Ernesto Derbez

Dr. Luis Ernesto Derbez Bautista  (Mexico-Stad, 1 april 1947) is een Mexicaans politicus.
In december 2000, bij het aantreden van Vicente Fox als president werd Derbez tot minister van economische zaken benoemd. In januari 2003 werd hij ook minister van buitenlandse zaken, nadat Jorge Castañeda was afgetreden.
Derbez was lange tijd in de race voor de positie van secretaris-generaal van de Organisatie van Amerikaanse Staten, maar trok zich op 29 april 2005 terug. In 2023 werd hij rector magnificus van de Universiteit van Amerika Puebla.
Derbez behaalde in de Verenigde Staten een doctoraat in de economie.